# Buiten Verwachting
Buiten Verwachting is een korenmolen in Nieuw- en Sint Joosland in de Nederlandse provincie Zeeland.
De molen werd in 1874 gebouwd als opvolger van een afgebrande houten molen. De molen was tot 1918 tevens als pelmolen ingericht. Na ernstig in verval te zijn geraakt is de molen tussen 1981 en 1983 grondig gerestaureerd en heropend. De huidige eigenaar is de gemeente Middelburg.
De gemeenteraad stemde eind 1976 in met de aankoop van de molen, waarvoor 20 mille moest worden betaald. In de raadsvergadering van 19 februari '79 ging de raad akkoord met een krediet van 275.000 gulden voor de restauratie van de molen. Dat geld zou worden betaald door Momumentenzorg (van het ministerie van Cultuur), de provincie en de gemeente. Het rijk zou daarbij 110.000 gulden voor zijn rekening nemen; de gemeente bijna negentig mille. Ook de vereniging 'De Hollansche Molen’ heeft een geldelijke bijdrage geleverd. In 1982 is de molen voorzien van een betonnen vloer met palen van de Waalpaal B.V. waardoor verzakkingen niet meer zullen optreden. (zie ook het artikel in Provinciale Zeeuwse Courant van 18 maart 1982 blz 6.
De molen is ingericht met drie koppels maalstenen. De roeden zijn 23 meter lang, de binnenroede is voorzien van het oudhollands hekwerk met zeilen en de buitenroede van het fokwieksysteem, ook met zeilen. Een vrijwillig molenaar stelt de molen regelmatig in bedrijf.